# حدوة الحصان الضيقة
حدوة الحصان الضيقة (باللاتينية: Hippocrepis constricta) نوع نباتي يتبع جنس حدوة الحصان من الفصيلة البقولية.

## الموئل والانتشار
موطن هذا النوع في بلاد الشام ومصر والمغرب العربي.

## مرادفات للاسم العلمي
- (باللاتينية: Hippocrepis multisiliquosa subsp. constricta)
- (باللاتينية: Hippocrepis multisiliquosa subsp. eilatensis)